# Свят-вечірні й різдвяні страви
«Свят-вечірні й різдвяні страви» — книжка, збірник кулінарних рецептів, укладена Ганною Онишкевич і видана нею власним коштом у Львівській друкарні Новочасна (пасаж Миколяша) в 1939 році. Книжка витримала два перевидання — у 2010 і 2013.
У книзі подані кулінарні рецепти стародавньої святвечірньої української кухні (узварів, вареників, маківників, завиванців, студеної риби, борщів, юшок), а також колядки, щедрівки і молитви.

## Перевидання
Один примірник цього збірника рецептів потрапив до Єлизавети Галонько, дружини православного священика. Книга через покоління потрапила до її онуки, старшого викладача Рівненського державного гуманітарного університету, співачки, лауреата всеукраїнських та міжнародних конкурсів Галини Швидків.
За її редакцією та за підтримки ТОВ «Острозький завод мінеральних вод» і видавця Олега Зеня в 2010 вийшло друге видання:
Онишкевич Г. Свят-вечірні й різдвяні страви/ Г. Онишкевич. — Вид. 2-ге, виправлене й доповнене — Рівне: О. Зень, 2010. — 48 с.
Нове видання вийшло подарунковим — воно поповнилося святковими різдвяними листівками та щедрівками-колядками з нотами.
Третє видання вийшло 2013 року:
Свят-вечірні й різдвяні страви: кулінарні рецепти / Ганна Онишкевич. — Видання 3-є, випр. й допов. — Тернопіль. : Навчальна книга — Богдан, 2013. — 47, [4] с. : ілюстрації. — ISBN 978-966-10-2005-3

## Презентація
Презентація перевидання 2010 року відбулася у Рівненському обласному краєзнавчому музеї.